# René Llense
René Llense, né le 14 juillet 1913 à Collioure dans le département des Pyrénées-Orientales et mort le 12 mars 2014 à Sète,, est un footballeur international français. 
Il évolue au poste de gardien de but du début des années 1930 au milieu des années 1940. Formé au FC Sète, il réussit en 1934 avec ce club le doublé Coupe-Championnat. Il évolue ensuite à l'AS Saint-Étienne.
Il compte onze sélections en équipe de France et dispute les Coupe du monde 1934 et 1938.

## Biographie
Natif de Collioure dans les Pyrénées-Orientales, il s'installe à Sète à l'âge de sept ans, à la suite de la mort de son père. C'est en juniors qu'il opte pour le poste de gardien de but, lorsqu'il remplace le gardien titulaire blessé.
En 1932, il fait ses débuts au FC Sète. Deux ans plus tard, il réalise le premier doublé Coupe-Championnat avec les Dauphins. Pour ce succès en Coupe, il perçoit une prime de 50 francs,. 
Après ce doublé, il est sélectionné pour la Coupe du monde de football 1934 en Italie. Mais il est remplaçant, le titulaire étant Alex Thépot. Il fait finalement ses débuts en équipe de France le 17 février 1935 lors d'Italie-France (défaite 2-1). En tout et pour tout, il ne compte que onze sélections, victime de la rude concurrence au poste de gardien à cette époque (Thépot, Di Lorto, Darui). Il est également sélectionné pour la Coupe du monde de football 1938 en France mais en tant que remplaçant de Di Lorto. 
Après la Coupe du monde 1938, il est transféré à l'AS Saint-Étienne pour 170 000 francs, ce qui permet à Sète de conserver son buteur Désiré Koranyi. Il y joue une saison avant la guerre, puis de 1942 à 1945. Il devient ensuite entraîneur au sein du club. 
Par la suite, il vécut quelques années à Sommières où, correspondant du Midi Libre, il apporta son savoir au club local.
Avec Yvan Beck son coéquipier sétois, ils firent une publicité pour la marque Suze dans laquelle Llense disait « Fleurant l'arôme de mes Pyrénées, la Suze est mon apéritif préféré ». Il gagna six bouteilles de Suze en guise de rémunération.
Âgé de plus de cent ans, il était, après le décès de l'Argentin Francisco Varallo, le dernier survivant des premières éditions de la Coupe du monde (il joua celle de 1934).

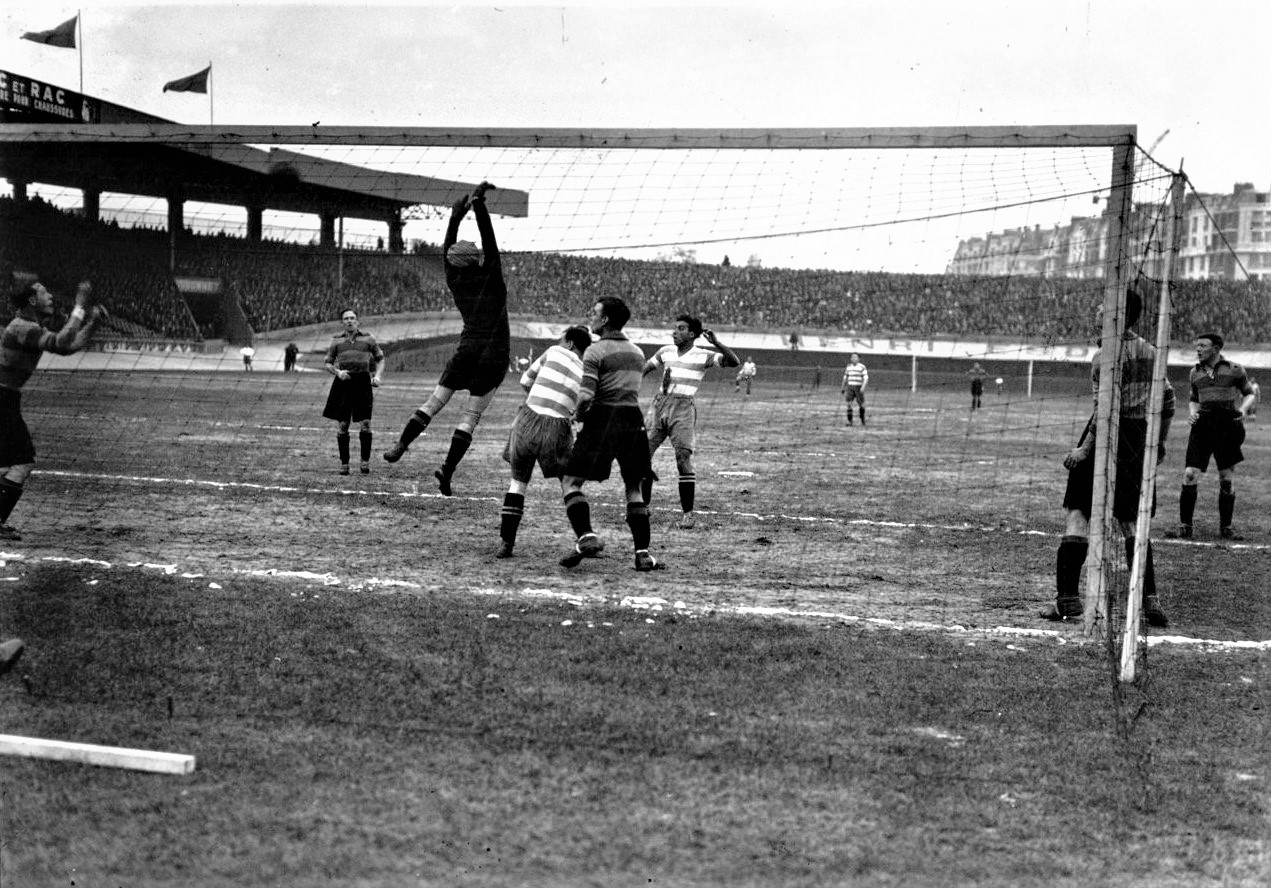
Le quart de finale de coupe de France 1933 opposant le FC Sète au FC Sochaux. Le gardien de but de Sète René Llense garde le ballon.
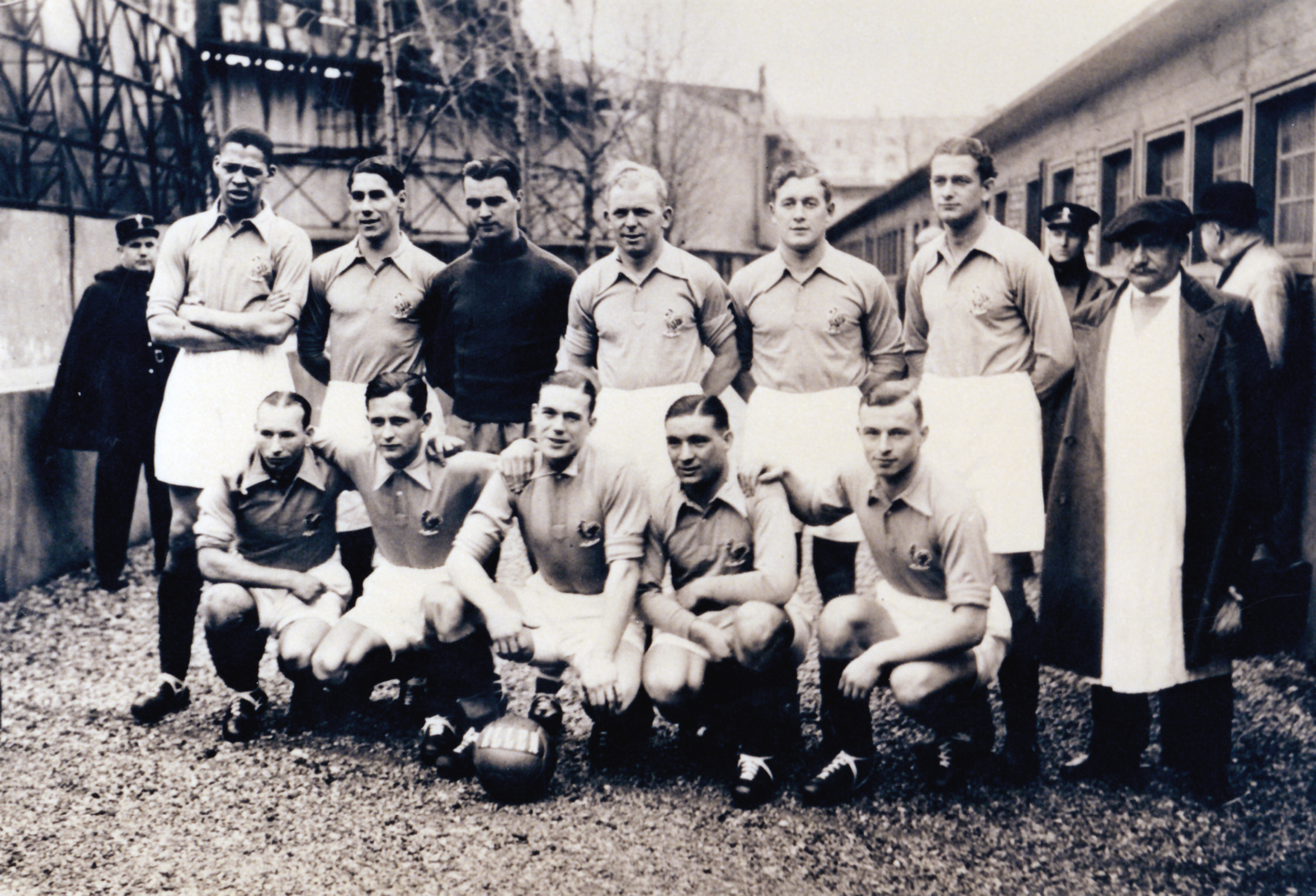
L'équipe de France qui affronte l'Autriche en 1937. Llense, maillot sombre, est le troisième joueur debout.

## Carrière
- 1932-1938 : FC Sète
- 1938-1939 : AS Saint-Étienne
- 1942-1945 : AS Saint-Étienne

## Palmarès
- Champion de France de D1 en 1934.
- Vainqueur de la Coupe de France en 1934.

## Statistiques
- International français : 11 sélections entre 1935 et 1939[7].
- Sélectionné à la Coupe du monde 1934 et à la Coupe du monde 1938.

## Sources
- « René Llense conservateur du grand Sète », in L'Équipe magazine, no 1210, samedi 20 août 2005, pages 66–67.
- Le gardien de but catalan René LLense, Le Miroir des sports, 29 novembre 1938